# Dissenting academies

Les dissenting academies sont des écoles, des universités et des séminaires (souvent des institutions regroupant le tout) dirigés par des dissidents anglais, c'est-à-dire qui ne se conforment pas à l'Église d'Angleterre. Ils forment une partie significative du système éducatif en Angleterre à partir du milieu du XVIIe siècle jusq'au XIXe siècle.

## Contexte
Pendant deux siècles, l'Acte d'uniformité de 1662, a rendu difficile l'accès aux diplômes des prestigieuses universités de Cambridge et Oxford pour les étudiants qui n'appartenant pas à l'Église d'Angleterre. Par exemple, l'Université d'Oxford demandait, jusqu'à l'Oxford University Act de 1854 (en), dès l'inscription un examen religieux comparable à celui pour être admis par l'Église. L'Université de Cambridge ne contrôlait le statut de l'étudiant que lors de la licence.
Les Dissidents anglais sont des protestants non-conformistes qui ne peuvent adhérer aux croyances de l'Église anglicane. Puisqu'ils sont écartés des diplômes de deux seules universités, beaucoup d'entre eux assistent aux cours des dissenting academies. S'ils peuvent se l'offrir, ils complètent leur éducation dans les universités de Leyden, Utrecht, Glasgow ou Édimbourg, cette dernière est spécialisée en médecine ou en droit.
Alors que les raisons religieuses prévalent, la position géographique des universités entre aussi en compte. Les projets de Durham College d'Oliver Cromwell sont une tentative de briser le monopole éducatif d'Oxbridge. L'échec de ce projet causé par la restauration de 1660, entraîne la création de la Rathmell Academy (en) par Richard Frankland qui était impliqué dans Durham College project. Dès la création des académies dissidentes, Frankland soutient ceux qui souhaitent un enseignement de niveau universitaire indépendant dans le nord de l'Angleterre.
Les enseignements dans les académies sont d'abord dispensés par les prêtres victimes de la purge de 1662, qui ont quitté l'Église d'Angleterre lors de Acte d'uniformité, et qui sont titulaires de diplômes des universités anglaises. Après cette génération, certains enseignants n’ont plus les diplômes académiques requis pour soutenir leur réputation, bien que dans de nombreux cas, d’autres universités, en particulier les institutions écossaises sensibles à leur vision presbytérienne, leur aient décerné des doctorats honorifiques.

## Financements
Il y avait plusieurs fonds de financement. Certaines ont donné à leurs administrateurs la possibilité d'envoyer des jeunes hommes soit dans des dissenting academies, soit dans des universités étrangères. Une académie, pour attirer de tels étudiants, devait proposer un programme d’enseignement approuvé par le Conseil d’administration pour ses besoins. Le financement peut être central ou local, et il peut exister des raisons de doctrine ainsi que des raisons pratiques pour lesquelles une académie soutient financièrement des étudiants.
Le Common Fund Board, fondé en 1689, a octroyé des bourses aux candidats presbytériens et aux congrégationaliste au ministère. Son successeur, le Presbyterian Fund Board, existe jusqu’au milieu du XIXe siècle. Une formation dans une dissenting academies n'était pas la seule option pour le Fund Board, puisqu'un candidat pouvait également être parrainé pour une université écossaise ou étrangère. Un fossé s'est creusé entre les presbytériens et les congrégationalistes pour des raisons de doctrine, alors que les indépendants commençaient à être financé.
Le Independent or Congregational Fund Board est créé en 1695 pour aider les ministres pauvres et donner aux jeunes hommes ayant déjà reçu une éducation classique une formation théologique et une préparation au ministère chrétien. Le sort de la Rathmell Academy après la mort de Frankland en 1698 fut un signe avant-coureur de la division entre les presbytériens et les indépendants. L'académie est déplacée à Manchester par John Chorlton pendant qu'une autre académie est créée par un indépendant à Attercliffe (en) à partir des années 1690.
En 1730, la King's Head Society est fondée par des laïcs à Londres qui étaient mécontents de la gestion du conseil du Congregational Fund Board. Le principal motif de désaccord était la règle des académies qui limitait les étudiants à ceux qui avaient déjà suivi une formation classique, y compris la période de formation longue et exigeante requise pour apprendre à lire les textes grecs et latins. La King's Head Society décide de fonder une académie où les jeunes hommes sans formation classique générale pourraient la recevoir au cours de leurs deux premières années et pourraient ensuite suivre le cours classique de théologie classique.
Le Coward Trust de 1743 a financé la Daventry Academy et une académie de Londres dirigée par David Jennings, mais était distinct du financement ordinaire de la congrégation.

## Situation légale
L'application à la lettre de la loi pouvait rendre difficile ou impossible la gestion d'une dissenting academy. Les écoles devaient être agréées par l'évêque et les ministres du culte (qui composent l'essentiel du personnel enseignant) ce qui constitue une difficulté juridique pour leurs activités, certaines académies sont tout simplement fermées. Pendant une courte période (1714-1719), la loi sur le schisme est en vigueur et vise à fermer des établissements ; mais les problèmes des académies ont commencé avant cette législation.
Les procédures devant les tribunaux ecclésiastiques étaient assez courantes au XVIIe siècle, par exemple dans le cas de l'enseignement Benjamin Robinson (en). Le degré de tolérance religieuse dans la seconde moitié du dix-septième siècle variait considérablement selon les lois adoptées par le Parlement et était également conforme à l'opinion publique. Certaines académies, comme celle de John Shuttlewood, exerçaient dans des zones reculées de la campagne et obligeaient certains enseignants à quitter les villes où ils exerçaient auparavant leur ministère, par exemple en vertu de la loi des cinq milles. Le Toleration Act de 1689, sous le règne de Guillaume III et de Marie II, ne mentionnait pas les dissenting academies et les poursuites se poursuivirent tout au long des années 1690. Il y avait aussi des actions intentées contre des grammar school dissidentes, par exemple contre Isaac Gilling (en) dans les années 1710. En 1723, le regium donum, initialement une subvention destinée à soutenir les presbytériens irlandais, devient une subvention nationale et, par la suite, les dissenting academies sont plus généralement acceptées.

## Fonctionnement des académies
Plusieurs des premières académies s'associent par positions théologiques communes. Richard Frankland fondateur de la Rathmell Academy et Timothy Jollie fondateur de Attercliffe, s'oppose à tout départ de la théologie calviniste. Une rumeur prétendait que Jollie interdisait les mathématiques car elles « incitaient au scepticisme et l'impiété » bien que certains de ses étudiants soient devenus compétents en mathématiques. Certaines académies étaient plus ouvertes dans leur méthodologie d'enseignement et dans leurs attitudes envers les méthodes possibles de gouvernance de l'église. En effet, plusieurs étudiants issus de dissenting academies sont devenus anglicans. Les dissidents eux-mêmes ont fait valoir que leurs académies appliquaient une discipline plus stricte que les universités et étaient perçues par beaucoup comme promotrices d'un programme d'études plus contemporain basé sur les sciences pratiques et l'histoire moderne. Dans les plus grandes écoles le français et le haut allemand sont enseignés. Les enseignants et les étudiants des dissenting academies contribue fortement aux développements des idées particulièrement en théologie, philosophie, littérature et sciences.
Ces académies sont financées en partie par les frais de scolarité et d'hébergement, car beaucoup d'entre elles étaient gérées dans de grandes maisons en pension. Ils ont également été financés par des dissidents philanthropes tels que William Coward, qui lègue une partie de son héritage pour l'éducation et la formation de jeunes hommes afin de les qualifier pour le ministère de l'Évangile parmi les dissidents protestants, continuant ainsi le soutien financier qu'il avait donné à ces étudiants de son vivant. Parfois, ce financement était organisé sur le modèle des abonnements.
Le Independent or Congregational Fund Board est créé en 1695 pour assister les pasteurs pauvres, pour donner une formation classique, théologique et une préparation au ministère chrétien.
En 1730, la King's Head Society est fondé par des laïcs de Londres qui sont en désaccord de la gestion des fonds de financement des académies existants. Le principal point de désaccord est que le financement est limité aux étudiants qui sont passés par le parcours traditionnel. Ce fonds décident de créer un cursus de 6 ans pour les jeunes hommes où les deux premières années sont consacrées à la formation qui leur manque puis les années suivantes au parcours habituel classique et théologique.
Au dix-neuvième siècle, l’objectif initial des académies de fournir des études supérieures était largement supplanté par la création de l’Université de Londres et des universités provinciales, qui étaient ouvertes aux dissidents, ainsi que par la réforme d’Oxford et de Cambridge.